# Корейцы в Кыргызстане
Корейцы в Кыргызстане — часть населения Кыргызстана, составлявшая в 2000 году 18355 человек.

## Демография
Численность корейцев в Кыргызстане составляла:
- 1959 год — 3346 человек;
- 1970 год — 9406 человек;
- 1989 год — 18355 человек.

В 2000 году в Кыргызстане проживало 18355 корейцев, из них 10043 корейца жили в Бишкеке.
В 2017 году в Кыргызстане проживало 17015 корейцев, в 2018 — 17074, в 2019 — 17105, в 2020 — 17124, в 2021 — 17095.

## История
Уже в конце XIX века на территории Кыргызстана (в Приссыкулье) проживали отдельные семьи корейцев.

## Образование
28 мая 2001 года в Бишкеке был открыт Корейский центр просвещения.